# Unterirdischer Pferdestall

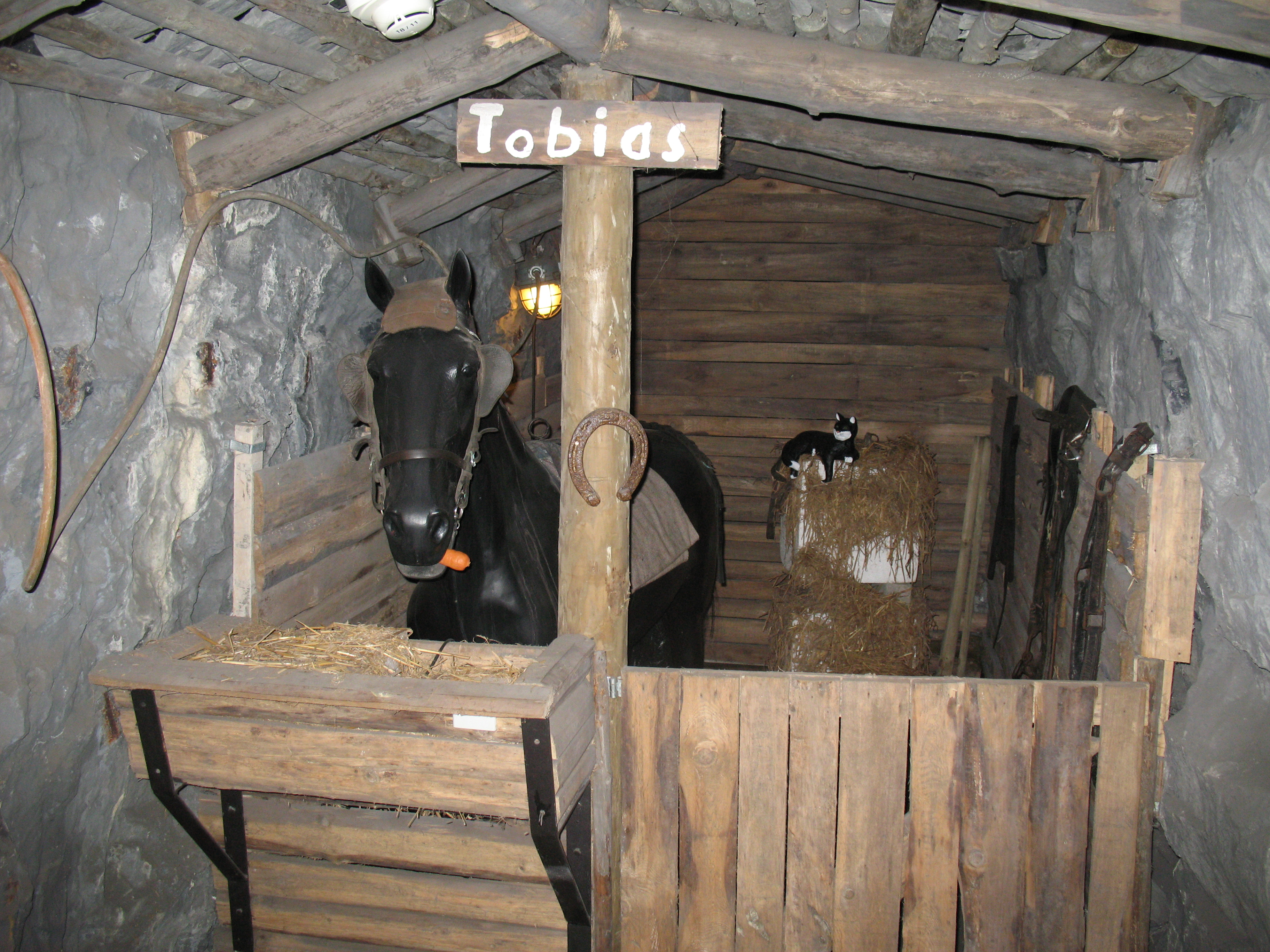
Rekonstruierter Grubenpferdestall im Deutschen Bergbaumuseum

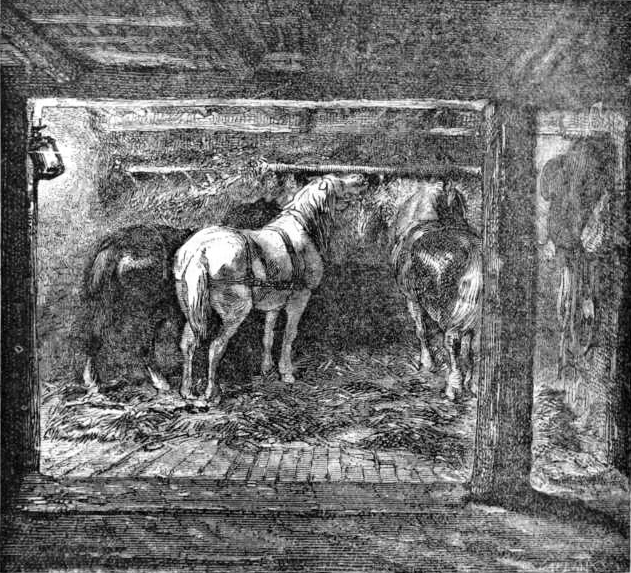
Pferdestall unter Tage in den Vereinigten Staaten

Ein unterirdischer Pferdestall, auch unterirdische Stallung genannt, ist ein Grubenbau, den der Bergmann zu den großen unterirdischen Räumen zählt. Pferdeställe wurden in Gruben mit größerer Teufe benötigt, um die in der Streckenförderung eingesetzten Grubenpferde nach der täglichen Arbeit wieder sicher unterbringen zu können.

## Grundlagen und Geschichtliches
Auf den Bergwerken, bei denen die Grubenbaue nur über Schächte zu erreichen waren, war die tägliche Ausfahrt der Grubenpferde sehr umständlich. Insbesondere bei Bergwerken mit größeren Teufen gab es aufgrund der klimatischen Belastungen verschärfte bergrechtliche Bestimmungen bezüglich der Schichtdauer und Beschränkungen bei der Dauer der Seilfahrt. Dies führte letztendlich dazu, dass die betroffenen Bergwerke die Pferdeställe untertage anlegten. Diese Maßnahme betraf die meisten Bergwerke im Ruhrrevier. Bei der Anlage eines Pferdestalles unter Tage musste darauf geachtet werden, dass für die dort untergebrachten Pferde ein gesunder und ungefährlicher Aufenthalt gewährleistet war. In der Regel wurde zweckmäßigerweise für jede Sohle ein eigener Pferdestall angelegt. In den Ställen konnten dann je nach Größe zwischen 20 und 60 Pferde untergestellt werden. Solche Ställe wurden als Sammelställe bezeichnet. Außerdem war es erforderlich, den Pferdestall so anzulegen, dass die Nachteile, wie z. B. Verschlechterung der Wetter oder das schwierigere Reinhalten der Ställe, weitestgehend vermieden wurden.

## Anlage und Aufbau
Der optimale Platz für den Pferdestall war in der Nähe eines Frischwetterschachtes, der möglichst auch zur Schachtförderung genutzt wurde. Durch diese Lage des Pferdestalles wurde auch die Beaufsichtigung des Stallbetriebes erleichtert. Der Stall musste etwa eine Tiefe von vier Metern und eine Höhe von zwei bis drei Metern haben. Für die einzelnen Pferdestände musste eine Standfläche von 2,5–2,8 Meter eingeplant werden. Pro untergebrachtes Pferd musste mindestens eine Breite von 1,3–1,4 Metern berücksichtigt werden. Andere Bemessungen gingen von einer Breite von 1,6 Metern pro Pferd aus. Die einzelnen Stände wurden entweder durch Lattier- oder Flankierbäume voneinander getrennt. Die Trennung der Stände konnte auch durch Bohlenwände erfolgen, diese hatten den Vorteil, dass die gesunden Pferde nicht so leicht durch kranke Tiere angesteckt werden konnten. Außerdem wurde durch die Bohlenwände verhindert, dass sich unruhige Pferde gegenseitig verletzen. Quer zu den einzelnen Pferdeständen musste ein Gang erstellt werden, um die Pferde von und zu den Pferdeständen bringen zu können. Da bedingt durch das im Stall befindliche Heu und Stroh eine erhöhte Feuergefahr bestand, durfte der Ausbau des Pferdestalles nicht mit Holz erfolgen, sondern es mussten Ausbauteile aus Eisen, Beton oder Mauersteine verwendet werden. Das Liegende musste mit einer Pflasterung versehen werden und zu einer Seite leicht geneigt sein. An der tieferen Seite musste eine Abflussrinne für das Schmutzwasser erstellt werden. Diese Pflasterung konnte mit Ziegelsteinen erfolgen. Über die Pflasterung wurden in den einzelnen Pferdeständen Stallbohlen in einem Rahmen so angebracht, dass die Pferde darauf sicher stehen konnten. Dadurch mussten die Pferde nicht auf der Pflasterung stehen und die Exkremente der Tiere konnten mittels Wassers einfach entfernt werden. Des Weiteren mussten mit Eisenblechtüren verschließbare Mauernischen, die als Futterdepot dienten, erstellt werden. Diese mussten so errichtet werden, dass sie weder direkt im Frischwetterzug noch im Abwetterstrom lagen. Wurden die Futterkammern im direkten Frischwetterstrom erstellt, bestand die Gefahr, dass die Pferde bei einem in der Futterkammer ausbrechenden Feuer erstickten. Befand sich die Futterkammer direkt im Abwetterstrom, so konnte hier das Futter nicht über mehrere Tage gelagert werden, da es von den feuchten Dünsten des Stalles geruchsmäßig beeinflusst wurde und das Heu sehr leicht den Geruch des Stalles annahm und somit unbrauchbar wurde. Anstelle der Mauernischen konnten auch Behälter aus Eisenblech installiert werden. Für die Beleuchtung der Stallung musste elektrisches Licht installiert werden. Dadurch war eine gute Überwachung des Stallbetriebes möglich und die Wetter im Stall wurden nicht beeinflusst. Außerdem mussten sämtliche Ein- und Ausgänge der Stallung mit einer feuersicheren Tür ausgestattet werden. Diese Türen mussten zudem leicht und schnell verschließbar sein.

## Ver- und Entsorgung
Von besonderer Wichtigkeit war die Versorgung der Stallung mit einer ausreichenden Wettermenge, die als Teilstrom vom einziehenden Wetterstrom abgezweigt wurde. Die Bewetterung des Stalles mit Abwettern war unbedingt zu vermeiden, dies galt insbesondere für größere Pferdeställe. Die Abwetter des Pferdestalles durften unter keinen Umständen zu Grubenbauen, in denen Bergleute beschäftigt waren, weitergeleitet werden. Sie mussten auf dem direkten Weg zum Abwetterschacht geführt und dort abgewettert werden. Ebenfalls wichtig war es, dass der Stall mit ausreichend gutem Wasser versorgt wurde. Dieses wurde zum einen zum Tränken der Pferde und zum anderen zur Reinigung der Stallung benötigt. Damit die Pferde in ihren Ständen stets ausreichend Wasser zur Verfügung hatten, mussten im Stall Selbsttränken installiert werden. Diese waren mittels einer Rohrleitung mit einem Hauptwasserbehälter, der eine dem Bedarf entsprechende Füllmenge hatte, verbunden. Die Füllmenge im Hauptwasserbehälter musste über einen Schwimmer reguliert werden. Um die Reinigung des Stalles gut durchführen zu können, sollte dieser mit einem Spritzschlauch ausgestattet werden. Dieser Schlauch musste an die Frischwasserleitung angeschlossen sein. Das anfallende Abwasser wurde über eine seitlich in der Sohle erstellte Abflussrinne abgeleitet. Zur Aufsaugung des von den Pferden ausgeschiedenen Urins war Torfstreu geeignet. Um die Pferde separat mit Hafer und Heu versorgen zu können, mussten in jedem Stand zwei Krippen vorhanden sein. Diese waren so auf parallelen Schienen zu installieren, dass sie leicht verschoben werden konnten. Die Krippen waren aus emailliertem Eisenblech gefertigt. Die Versorgung der Tiere mit Futter erfolgte von der Futterkammer aus. Um das Futter von der Futterkammer mühelos zu den einzelnen Ständen transportieren zu können, musste im Längsgang vor den Ständen ein Fördergestänge installiert werden. Über dieses Gestänge ließ sich auch das verbrauchte Heu und Stroh aus dem Stall transportieren. Die Betreuung der Pferde musste ganztägig, auch an den arbeitsfreien Tagen, durchgeführt werden.

## Vor- und Nachteile
Unterirdische Pferdeställe hatten gegenüber übertägigen Pferdeställen bestimmte Vor-, aber auch Nachteile. Von Vorteil war es, dass die Pferde in der kalten Jahreszeit weniger an Erkältungen erkrankten. Ein weiterer Vorteil lag in der Zeitersparnis durch den Wegfall des täglichen Pferdetransportes durch den Schacht. Von Nachteil war, dass die Wartung des Stalles und die Pflege der Pferde leicht vernachlässigt wurde. Des Weiteren waren unterirdische Ställe schwieriger rein zu halten. Auch konnten in den unterirdischen Ställen Krankheiten leichter ausbrechen. Zudem ließen sich einmal ausgebrochene Krankheiten untertage schlechter bekämpfen als in übertägigen Ställen. Außerdem kam es durch die Ausdünstung des Stalles zu einer Verschlechterung der Grubenwetter. Ein weiterer Nachteil war die Brandgefahr durch die Entzündlichkeit der Futtervorräte. Letztendlich konnten die Futtervorräte in den unterirdischen Stallungen leichter verderben als in übertägigen Ställen.